# هیرویوکی سانادا
هیرویوکی سانادا MBE (真田 広之 سانادا هیرویوکی, زادهٔ شیموزاوا؛ ۱۲ اکتبر ۱۹۶۰) بازیگر ژاپنی است. او کار خود را در میانهٔ دههٔ ۱۹۶۰ در ۶ سالگی آغاز کرد و با بازی در فیلم‌های اکشن ژاپنی و هنگ‌کنگی به شهرت رسید و بعدها خود را به عنوان بازیگر دراماتیک تثبیت کرد.
او برای مخاطبان بین‌المللی به‌خاطر بازی در حلقه (۱۹۹۸) شناخته‌تر است. با آغاز دههٔ ۲۰۰۰، سانادا نخستین حضور خود در هالیوود را با فیلم‌هایی مانند سامورایی گرگ‌ومیش (۲۰۰۲)، آخرین سامورایی (۲۰۰۳)، ساعت شلوغی ۳ (۲۰۰۷)، و مورتال کامبت (۲۰۲۱) تجربه کرد. او همچنین نقش تکرارکننده‌ای در مجموعه‌های لاست (۲۰۱۰) و وست‌ورلد (۲۰۱۸–۲۰۲۰) داشت. سانادا در سال ۲۰۲۴ نقش نسخهٔ تخیلی توکوگاوا ایه‌یاسو را در مینی‌سریال درام تاریخی شوگون بازی کرد. او برای شوگون برندهٔ  جایزه گلدن گلوب و جایزه امی ساعات پربیننده برای بهترین بازیگر نقش اول مرد در مجموعه تلویزیونی درام شد.